# Copla antitética
Una copla antitética o copla de primavera (en chino, 春联; pinyin, chūnlián; literalmente, ‘uniones de primavera’) hace referencia a un par de versos antitéticos iguales en longitud, típicamente de siete caracteres, que es tradición pegar en los marcos de las puertas durante el Año Nuevo chino.

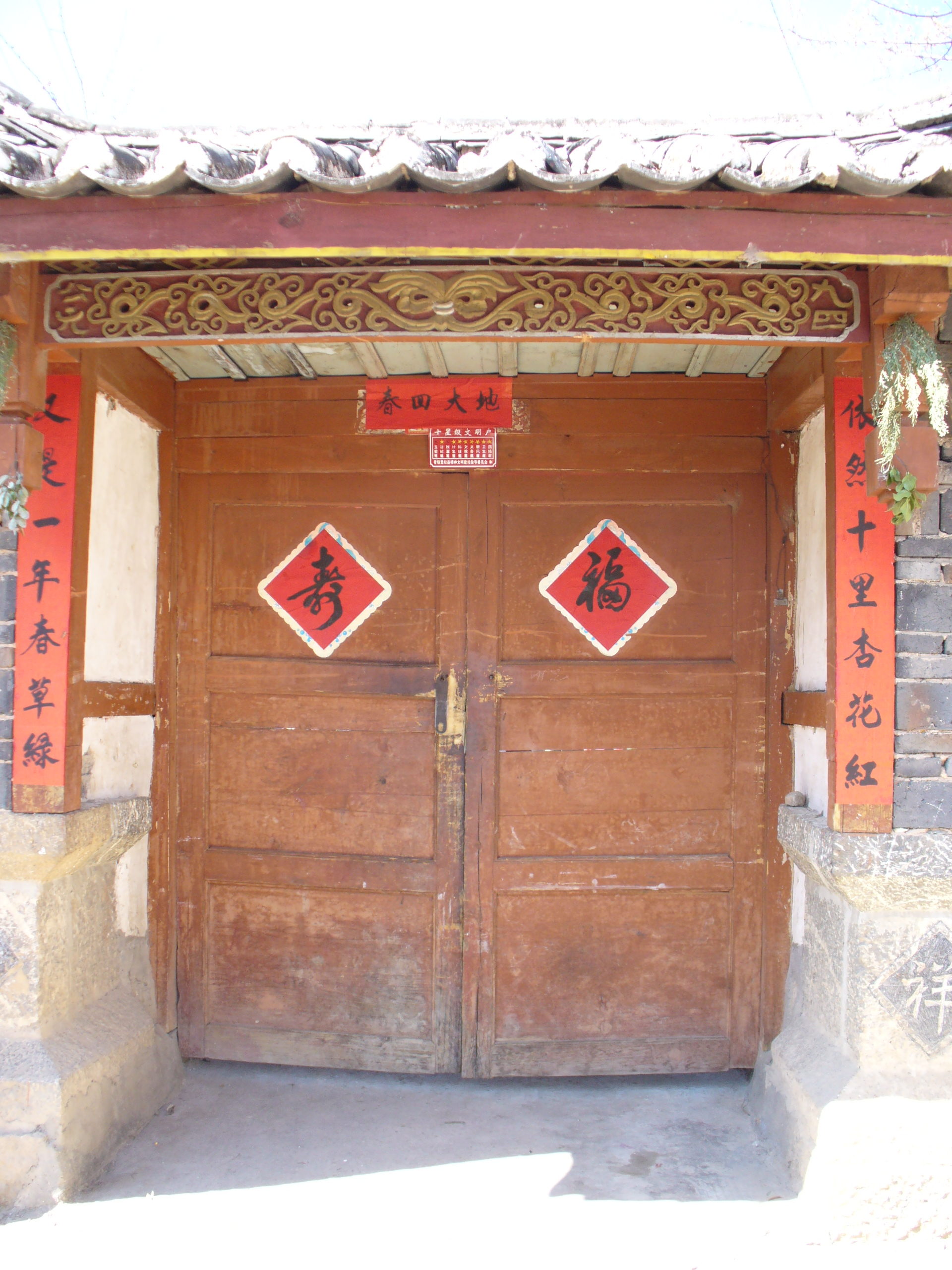
En esta puerta se han pegado los dos versos que componen una copla antitética en los marcos de la puerta.

La tradición dicta que los versos sean puestos en tiras de papel rojo verticales, y sean escritos con una bella caligrafía.
El primer verso se pega en el marco derecho de la puerta, el segundo verso, a la izquierda. Una tercera frase puede en ocasiones aparecer en el marco superior. 
El tema trata típicamente de la belleza de la naturaleza, la felicidad y del fervor patriótico o de un futuro espléndido.
El contenido de cada verso complementa el mensaje de su par, y la intención es la de generar un mensaje de buenos auspicios que eleve el espíritu.

## Reglas
Una copla antitética debe respetar las siguientes reglas:
1. Los dos versos deben tener el mismo número de caracteres chinos.
2. La categoría gramatical de cada carácter del primer verso debe ser la misma que la del segundo verso.
3. El patrón tonal de un verso debe ser el inverso del otro. Esto por lo general significa que si un carácter tiene un tono plano (平), su correspondiente carácter del otro verso debe tener un tono no plano (仄).
4. El último carácter del primer verso no debe tener un tono plano, lo cual fuerza a que el último carácter del segundo verso sí lo tenga.
5. El contenido de los dos versos tiene que estar relacionado, teniendo cada par de caracteres también significados relacionados.

## Ejemplo
Verso de la derecha: 書山有路勤為徑
Patrón tonal: 平平仄仄平平仄
Pinyin: shū shān yǒu lù qín wéi jìng
Traducción: La montaña de los libros tiene una ruta, el trabajo diligente es el camino.
Verso de la izquierda: 學海無涯苦作舟
Patrón tonal: 仄仄平平仄仄平
Pinyin: xué hǎi wú yá kǔ zuò zhōu
Traducción: El océano del aprendizaje no tiene fin, el duro esfuerzo es el barco.
|             | Izquierda | Derecha |              |
| ----------- | --------- | ------- | ------------ |
| aprendizaje | 學        | 書      | libro        |
| océano      | 海        | 山      | montaña      |
| no tener    | 無        | 有      | tener        |
| horizonte   | 涯        | 路      | camino       |
| penoso      | 苦        | 勤      | diligente    |
| hacer       | 作        | 為      | llegar a ser |
| bote        | 舟        | 徑      | sendero      |

- Datos: Q1813013
- Multimedia: Chuntie / Q1813013